# Reginald Urch
Reginald Oliver Gilling Urch, auch als R.G.O. Urch bekannt (* 13. Mai 1884 in Mark, Somerset; † 15. Mai 1945 in Stockholm) war ein britischer Sprachlehrer, Schriftsteller und Zeitungskorrespondent.

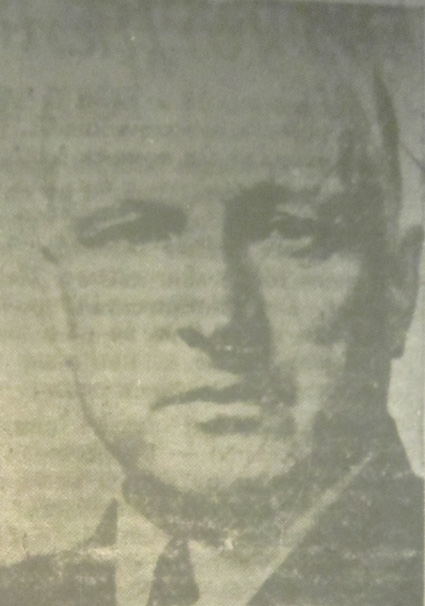
Reginald Urch

## Leben und Tätigkeit
Nach dem Schulbesuch studierte Urch Slawistik an der Universität London. Zur Vertiefung seiner Kenntnisse bereiste er Deutschland und Russland. 1907 ließ sich Urch, der die russische Sprache mittlerweile bis in ihre Feinheiten beherrschte wie ein Muttersprachler, in Riga nieder, wo er um 1910 eine Sprachschule gründete. Noch vor dem Ausbruch des Ersten Weltkrieges begann er an der Polytechnischen Hochschule in Riga zu unterrichten.
1915 wurde Urch durch das Vorrücken der deutschen Armeen im Baltikum dazu gezwungen, zusammen mit seiner Familie nach Moskau zu fliehen, wo er weiterhin als Sprachlehrer sowie zeitweise als Universitätsdozent seinen Unterhalt verdiente. Dort erlebte er 1917 die Russische Revolution, die Machtergreifung der Bolschewiki und den nachfolgenden Bürgerkrieg mit. Seine Erlebnisse verarbeitete er in dem 1936 veröffentlichten Erlebnisbericht We Generally Shoot Englishmen: Diesem zufolge wurde er 1918 von der bolschewistischen Geheimpolizei Tscheka aufgrund einer Denunziation, die ihn revolutionsfeindlicher Umtriebe bezichtigte, verhaftet und zwei Monate in Haft gehalten. Seiner Frau und seinen Kindern wurde die Ausreise aus Russland 1919, ihm selbst 1920 gestattet, indem man ihn gegen sich in britischer Gefangenschaft befindliche Bolschewiki austauschte.
Infolge der schlechten Wirtschaftslage in Großbritannien nach dem Ersten Weltkrieg kehrte Urch nach Riga zurück, wo er eine Anstellung als Redakteur der Zeitschrift The Latvian Economist, eines englischsprachigen Handelsblattes der lettischen Regierung, fand.
Seit 1922 stand Urch zusätzlich zu seiner Tätigkeit für die lettische Regierung im Dienst der Londoner Tageszeitung The Times, deren Russlandkorrespondent er zu diesem Zeitpunkt wurde. 1926 gab er seine Stelle beim Latvian Economist auf, um Vollzeitkorrespondet der Times zu werden. Diese Position behielt er bis 1938 bei. In diesen zwölf Jahren berichtete er u. a. über die Industrialisierung und die Zwangskollektivierung der Landwirtschaft in der Sowjetunion unter der Herrschaft Josef Stalins. Außerdem veröffentlichte er zwei Bücher über Russland: zum einen den bereits erwähnten Erlebnisbericht über seine Jahre in Moskau von 1915 bis 1920, zum zweiten den Roman The Rabbit King of Russia, der durch die Schilderung eines fiktiven Einzelfalls – dem des titelgebenden „Kaninchenkönigs von Russland“, einem begeisterten Jungkommunisten, der sich an der von der sowjetischen Regierung Anfang der 1930er Jahre propagierten Kampagne zur Gewinnung von Fleisch für die Bevölkerung Kaninchen als Ersatz für die durch ein Massensterben von größeren Zuchttieren während der Bürgerkriegsjahre ausgedünnten Viehbestände des Landes zu züchten, beteiligt –, die tatsächlichen Lebensverhältnisse des Durchschnittsrussen dieser Zeit einem englischen Publikum verständlich zu machen versucht. Das Konzept des Buches dreht sich darum, die Neuartigkeit des kommunistischen Systems gegenüber den bestehenden Staatssystemen durch die Beschreibung von utopisch-phantastisch-absurden Regierungsprojekten der Sowjetherrscher deutlich zu machen. In diesem Sinne beschreibt der Roman Projekte der Sowjets wie das besagte Hasenzuchtprogramm, den Versuch, die Milchkuh durch die Gewinnung von Milch aus Sojabohnen zu ersetzen, die Anstrengungen der Sowjets, Schurwolle durch das Scheren von Hunden zu produzieren, Versuche, ein aus Heuschrecken erzeugtes Motoröl zu entwickeln, sowie Versuche, Käfer und Insekten zu Seife zu verarbeiten.
Im November 1938 wurde Urch von der Times als Korrespondent nach Warschau versetzt. Nach dem deutschen Überfall auf Polen floh er nach Stockholm. Nach dem Ausbruch des Finnisch-Sowjetischen Winterkrieges von 1939 bis 1940 berichtete Urch aus Helsinki über diesen. Anschließend siedelte er nach Schweden über, von wo er als Sonderkorrespondent der Times in Stockholm weiterhin über das Geschehen in Osteuropa berichtete. Insbesondere nach dem deutschen Angriff auf die Sowjetunion im Sommer 1941 fanden seine Berichte über den östlichen Kriegsschauplatz große Beachtung in der angelsächsischen Presse.
Urch starb im Mai 1945 in Stockholm, kurz nach seinem 61. Geburtstag, im Krankenhaus Serafimerlasarettet in Stockholm, nachdem er dort aufgrund eines Herzainfarkts eingeliefert worden war.

## Familie
1909 heiratete Urch Edith X, mit der er einen Sohn (* 1911) und eine Tochter Edith (* 1914) hatte.

## Schriften
- "English", manuel de langue anglaise, 1933. (zusammen mit Edith G. Urch)
- We Generally Shoot Englishmen. An English Schoolmaster'S Five Years of Mild Adventure in Moscow, 1915-1920, 1936.
- Latvia: Country and People, 1938. (zuerst 1935 in Riga veröffentlicht)
- The Rabbit King of Russia, 1939.